# Berner Sport Club Young Boys 2014-2015
Questa voce raccoglie le informazioni riguardanti il Berner Sport Club Young Boys nelle competizioni ufficiali della stagione 2014-2015.

## Stagione
Nella stagione 2014-2015 lo Young Boys, allenato da Ulrich Forte, concluse il campionato di Super League al 2º posto. In Coppa Svizzera lo Young Boys fu eliminato al secondo turno dal Buochs. In Europa League lo Young Boys fu eliminato ai sedicesimi di finale dall'Everton.

## Rosa
| N. |                      | Ruolo | Calciatore          |
| -- | -------------------- | ----- | ------------------- |
| 1  | Svizzera (bandiera)  | P     | Marco Wölfli        |
| 3  | Kosovo (bandiera)    | D     | Florent Hadergjonaj |
| 4  | Serbia (bandiera)    | D     | Milan Vilotić       |
| 5  | Svizzera (bandiera)  | D     | Steve von Bergen    |
| 6  | Svizzera (bandiera)  | C     | Leonardo Bertone    |
| 7  | Ghana (bandiera)     | A     | Samuel Afum         |
| 8  | Rep. Ceca (bandiera) | D     | Jan Lecjaks         |
| 9  | Svezia (bandiera)    | A     | Alexander Gerndt    |
| 11 | Svizzera (bandiera)  | C     | Renato Steffen      |
| 14 | Serbia (bandiera)    | C     | Milan Gajić         |
| 16 | Albania (bandiera)   | A     | Taulant Seferi      |
| 17 | Svizzera (bandiera)  | C     | Matias Vitkieviez   |
| 18 | Svizzera (bandiera)  | P     | Yvon Mvogo          |

| N. |                           | Ruolo | Calciatore          |
| -- | ------------------------- | ----- | ------------------- |
| 19 | Argentina (bandiera)      | A     | Gonzalo Zárate      |
| 21 | Svizzera (bandiera)       | D     | Alain Rochat        |
| 23 | Svizzera (bandiera)       | D     | Scott Sutter        |
| 26 | Svizzera (bandiera)       | P     | David von Ballmoos  |
| 27 | Svizzera (bandiera)       | C     | Miguel Castroman    |
| 29 | Svizzera (bandiera)       | C     | Raphaël Nuzzolo     |
| 31 | Giappone (bandiera)       | A     | Yūya Kubo           |
| 35 | Costa d'Avorio (bandiera) | C     | Sekou Junior Sanogo |
| 38 | Svizzera (bandiera)       | D     | Nicolas Bürgy       |
| 39 | Svizzera (bandiera)       | D     | Sven Joss           |
| 93 | Svizzera (bandiera)       | D     | Marco Bürki         |
| 99 | Francia (bandiera)        | A     | Guillaume Hoarau    |

## Organigramma societario
Area tecnica
- Allenatore: Ulrich Forte
- Allenatore in seconda: Harry Gämperle
- Preparatore dei portieri: Paolo Collaviti
- Preparatori atletici:

## Calciomercato

### Sessione estiva
| Acquisti | Acquisti            | Acquisti  | Acquisti |
| R.       | Nome                | da        | Modalità |
| -------- | ------------------- | --------- | -------- |
| A        | Guillaume Hoarau    | Bordeaux  |          |
| C        | Adrian Nikçi        | Thun      |          |
| C        | Sekou Junior Sanogo | Thun      |          |
| C        | Matias Vitkieviez   | San Gallo |          |

| Cessioni | Cessioni       | Cessioni    | Cessioni |
| R.       | Nome           | a           | Modalità |
| -------- | -------------- | ----------- | -------- |
| A        | Michael Frey   | Lilla       |          |
| P        | Leonard Kiener | Breitenrain |          |
| A        | Josef Martínez | Torino      |          |

### Sessione invernale
| Acquisti | Acquisti       | Acquisti   | Acquisti |
| R.       | Nome           | da         | Modalità |
| -------- | -------------- | ---------- | -------- |
| A        | Taulant Seferi | Rabotnički |          |

| Cessioni | Cessioni         | Cessioni       | Cessioni |
| R.       | Nome             | a              | Modalità |
| -------- | ---------------- | -------------- | -------- |
| D        | Gregory Wüthrich | Grasshoppers   |          |
| C        | Moreno Costanzo  | Aarau          |          |
| C        | Adrian Nikçi     | Hannover 96 II |          |

## Risultati

### Super League

#### Prima fase, girone di andata
| Arbitro: | Schärer |

|                                |           |                   |
| Čavušević 14’ Gajić 52’ (aut.) | Marcatori | 23’ Kubo 90’ Afum |

| Arbitro: | Jaccottet |

|          |           |            |
| Kubo 51’ | Marcatori | 35’ Senger |

| Arbitro: | Pache |

|                                    |           |                  |
| Chiumiento 58’ Chermiti 74’ (rig.) | Marcatori | 84’ (rig.) Gajić |

| Arbitro: | Studer |

|          |           |           |
| Frey 35’ | Marcatori | 17’ Sadik |

| Arbitro: | Klossner |

|                                        |           |  |
| Nuzzolo 21’, 90’ Wüthrich 48’ Frey 73’ | Marcatori |  |

| Arbitro: | Fähndrich |

|  |           |                      |
|  | Marcatori | 21’ Frey 55’ Steffen |

| Arbitro: | Bieri |

|                                       |           |             |
| González 4’ Streller 20’ Kakitani 81’ | Marcatori | 32’ Nuzzolo |

| Arbitro: | Hänni |

|                                 |           |                             |
| Nuzzolo 19’ Afum 34’ Rochat 82’ | Marcatori | 32’ Schneuwly 49’ Jantscher |

| Arbitro: | Amhof |

|  |           |                    |
|  | Marcatori | 74’ (rig.) Nuzzolo |

#### Prima fase, girone di ritorno
| Arbitro: | Schärer |

|                       |           |               |
| Steffen 5’ Hoarau 83’ | Marcatori | 66’ Chikhaoui |

| Arbitro: | Jaccottet |

|                              |           |                         |
| N'Ganga 28’ Andrist 59’, 84’ | Marcatori | 20’ Bertone 30’ Steffen |

| Arbitro: | Hänni |

|  |           |           |
|  | Marcatori | 31’ Gashi |

| Arbitro: | San |

|             |           |                      |
| Bozanić 69’ | Marcatori | 41’ Kubo 47’ Steffen |

| Arbitro: | Schärer |

|  |           |                    |
|  | Marcatori | 53’ (rig.) Neumayr |

| Arbitro: | San |

|                      |           |           |
| Gajić 5’ Vilotić 83’ | Marcatori | 6’ Konaté |

| Arbitro: | Studer |

|  |           |            |
|  | Marcatori | 90’ Hoarau |

| Arbitro: | Erlachner |

|                                                |           |                      |
| Hoarau 16’, 48’ (rig.) Vilotić 44’ Steffen 69’ | Marcatori | 8’ Aratore 38’ Tafer |

| Arbitro: | Jaccottet |

|  |           |            |
|  | Marcatori | 5’ Vilotić |

#### Seconda fase, girone di andata
| Arbitro: | Studer |

|            |           |             |
| Puljić 83’ | Marcatori | 81’ Vilotić |

| Arbitro: | Schärer |

|                                      |           |                        |
| Kubo 19’ Hoarau 45’, 51’ Steffen 68’ | Marcatori | 67’ Dabour 87’ Khalifa |

| Arbitro: | Klossner |

|                                      |           |                        |
| Gerndt 10’, 27’ Gajić 60’ Hoarau 90’ | Marcatori | 71’ Gashi 90’ Streller |

| Thun 1º marzo 2015, ore 13:45 CET 22ª giornata | Thun      | 0 – 0 referto | Young Boys | Stockhorn Arena (8 139 spett.)\| Arbitro: \| Jaccottet \| |
| Arbitro:                                       | Jaccottet |               |            |                                                           |

| Arbitro: | Amhof |

|                            |           |                         |
| Gerndt 40’ Hoarau 45’, 74’ | Marcatori | 69’ Konaté 79’ Carlitos |

| Arbitro: | Jaccottet |

|              |           |            |
| Slišković 5’ | Marcatori | 87’ Hoarau |

| Arbitro: | Klossner |

|                                    |           |  |
| Hoarau 12’, 57’ (rig.) Bertone 30’ | Marcatori |  |

| Arbitro: | Studer |

|  |           |                   |
|  | Marcatori | 29’ (rig.) Hoarau |

| Arbitro: | Bieri |

|                                              |           |            |
| Rodríguez 53’ Tafer 66’ (rig.) Karanović 90’ | Marcatori | 24’ Gerndt |

#### Seconda fase, girone di ritorno
| Arbitro: | Erlachner |

|                                         |           |  |
| Bertone 31’ Steffen 33’, 52’ Hoarau 84’ | Marcatori |  |

| Arbitro: | Amhof |

|                    |           |                     |
| Ravet 72’ Caio 90’ | Marcatori | 27’ Kubo 46’ Hoarau |

| Arbitro: | Jaccottet |

|                       |           |                 |
| Sanogo 49’ Zárate 51’ | Marcatori | 35’, 90’ Radice |

| Arbitro: | Schärer |

|  |           |                   |
|  | Marcatori | 38’ (rig.) Hoarau |

| Arbitro: | San |

|                                         |           |               |
| Hoarau 5’ (rig.) Zárate 40’ Nuzzolo 90’ | Marcatori | 56’ Čavušević |

| Basilea 17 maggio 2015, ore 16:00 CEST 33ª giornata | Basilea | 0 – 0 referto | Young Boys | St. Jakob-Park (34 231 spett.)\| Arbitro: \| Amhof \| |
| Arbitro:                                            | Amhof   |               |            |                                                       |

| Arbitro: | Pache |

|  |           |             |
|  | Marcatori | 13’ Freuler |

| Arbitro: | Erlachner |

|                                                                   |           |                                |
| Carlitos 12’, 34’ Follonier 19’, 67’ Herea 90’ (rig.) Perrier 90’ | Marcatori | 32’ (aut.) Carlitos 64’ Gerndt |

| Arbitro: | Klossner |

|                              |           |            |
| Gajić 65’ (rig.) Steffen 67’ | Marcatori | 48’ Hasler |

### Coppa Svizzera
| 24 agosto 2014, ore 15:00 CEST Primo turno | Bavois | 0 – 1 | Young Boys |  |

| 20 settembre 2014, ore 17:30 CEST Secondo turno | Buochs | 1 – 0 | Young Boys |  |

### Europa League

#### Fase di qualificazione
| Arbitro: | Pisani |

|             |           |  |
| Nuzzolo 58’ | Marcatori |  |

| Arbitro: | Clancy |

|  |           |                      |
|  | Marcatori | 36’ Steffen 66’ Frey |

| Arbitro: | Hagen |

|                                  |           |            |
| Nuzzolo 26’ Steffen 67’ Frey 87’ | Marcatori | 39’ Sidibé |

| Debrecen 28 agosto 2014, ore 20:30 CEST Playoff - ritorno | Debrecen | 0 – 0 referto | Young Boys | Nagyerdei (6 393 spett.)\| Arbitro: \| Borbalán \| |
| Arbitro:                                                  | Borbalán |               |            |                                                    |

#### Fase a gironi
| Arbitro: | Kuchin |

|                                                         |           |  |
| Lecjaks 4’ Steffen 29’ Nuzzolo 63’ Nikçi 80’ Hoarau 90’ | Marcatori |  |

| Arbitro: | Koukoulakīs |

|                           |           |            |
| Vácha 27’ Lafata 28’, 85’ | Marcatori | 52’ Hoarau |

| Arbitro: | Buquet |

|                        |           |  |
| Hoarau 52’ Bertone 90’ | Marcatori |  |

| Arbitro: | Hansen |

|                         |           |  |
| de Guzmán 45’, 65’, 83’ | Marcatori |  |

| Arbitro: | van Boekel |

|            |           |                                |
| Soumah 12’ | Marcatori | 9’ (rig.) Hoarau 18’, 63’ Kubo |

| Arbitro: | Göçek |

|                               |           |  |
| Hoarau 76’ (rig.) Steffen 90’ | Marcatori |  |

#### Fase a eliminazione diretta
| Arbitro: | de Sousa |

|            |           |                                  |
| Hoarau 10’ | Marcatori | 24’, 39’, 58’ Lukaku 28’ Coleman |

| Arbitro: | Johannesson |

|                                     |           |            |
| Lukaku 26’ (rig.), 30’ Mirallas 42’ | Marcatori | 14’ Sanogo |

## Statistiche

### Statistiche di squadra
| Competizione   | Punti | In casa | In casa | In casa | In casa | In casa | In casa | In trasferta | In trasferta | In trasferta | In trasferta | In trasferta | In trasferta | Totale | Totale | Totale | Totale | Totale | Totale | DR  |
| Competizione   | Punti | G       | V       | N       | P       | Gf      | Gs      | G            | V            | N            | P            | Gf           | Gs           | G      | V      | N      | P      | Gf     | Gs     | DR  |
| -------------- | ----- | ------- | ------- | ------- | ------- | ------- | ------- | ------------ | ------------ | ------------ | ------------ | ------------ | ------------ | ------ | ------ | ------ | ------ | ------ | ------ | --- |
| Super League   | 66    | 18      | 12      | 3       | 3       | 42      | 21      | 18           | 7            | 6            | 5            | 22           | 24           | 36     | 19     | 9      | 8      | 64     | 45     | +19 |
| Coppa Svizzera | -     | 0       | 0       | 0       | 0       | 0       | 0       | 2            | 1            | 0            | 1            | 1            | 1            | 2      | 1      | 0      | 1      | 1      | 1      | 0   |
| Europa League  | -     | 6       | 5       | 0       | 1       | 14      | 5       | 6            | 2            | 1            | 3            | 7            | 10           | 12     | 7      | 1      | 4      | 21     | 15     | +6  |
| Totale         | 66    | 24      | 17      | 3       | 4       | 56      | 26      | 26           | 10           | 7            | 9            | 30           | 35           | 50     | 27     | 10     | 13     | 86     | 61     | +25 |

### Andamento in campionato
| Giornata  | 1 | 2 | 3 | 4 | 5 | 6 | 7 | 8 | 9 | 10 | 11 | 12 | 13 | 14 | 15 | 16 | 17 | 18 | 19 | 20 | 21 | 22 | 23 | 24 | 25 | 26 | 27 | 28 | 29 | 30 | 31 | 32 | 33 | 34 | 35 | 36 |
| --------- | - | - | - | - | - | - | - | - | - | -- | -- | -- | -- | -- | -- | -- | -- | -- | -- | -- | -- | -- | -- | -- | -- | -- | -- | -- | -- | -- | -- | -- | -- | -- | -- | -- |
| Luogo     | T | C | T | C | C | T | T | C | T | C  | T  | C  | T  | C  | C  | T  | C  | T  | T  | C  | C  | T  | C  | T  | C  | T  | T  | C  | T  | C  | T  | C  | T  | C  | T  | C  |
| Risultato | N | N | P | N | V | V | P | V | V | V  | P  | P  | V  | P  | V  | V  | V  | V  | N  | V  | V  | N  | V  | N  | V  | V  | P  | V  | N  | N  | V  | V  | N  | P  | P  | V  |
| Posizione | 4 | 5 | 6 | 6 | 6 | 4 | 4 | 4 | 4 | 3  | 4  | 5  | 5  | 5  | 4  | 3  | 3  | 3  | 3  | 2  | 2  | 2  | 2  | 2  | 2  | 2  | 2  | 2  | 2  | 2  | 2  | 2  | 2  | 2  | 2  | 2  |

Legenda:

Luogo: C = Casa; T = Trasferta. Risultato: V = Vittoria; N = Pareggio; P = Sconfitta.

### Statistiche dei giocatori
| Giocatore       | Super League | Super League | Super League | Super League | Europa League | Europa League | Europa League | Europa League | Totale   | Totale | Totale      | Totale     |
| Giocatore       | Presenze     | Reti         | Ammonizioni  | Espulsioni   | Presenze      | Reti          | Ammonizioni   | Espulsioni    | Presenze | Reti   | Ammonizioni | Espulsioni |
| --------------- | ------------ | ------------ | ------------ | ------------ | ------------- | ------------- | ------------- | ------------- | -------- | ------ | ----------- | ---------- |
| S. Afum         | 19           | 2            | 2            | 0            | 8             | 0             | 0             | 0             | 27       | 2      | 2           | 0          |
| L. Bertone      | 25           | 3            | 5            | 0            | 10            | 1             | 1             | 0             | 35       | 4      | 6           | 0          |
| N. Bürgy        | 0            | 0            | 0            | 0            | 0             | 0             | 0             | 0             | 0        | 0      | 0           | 0          |
| M. Bürki        | 5            | 0            | 1            | 0            | 1             | 0             | 0             | 0             | 6        | 0      | 1           | 0          |
| M. Castroman    | 0            | 0            | 0            | 0            | 0             | 0             | 0             | 0             | 0        | 0      | 0           | 0          |
| M. Costanzo     | 12           | 0            | 2            | 0            | 5             | 0             | 0             | 0             | 17       | 0      | 2           | 0          |
| M. Frey         | 7            | 3            | 1            | 0            | 0             | 0             | 0             | 0             | 7        | 3      | 1           | 0          |
| M. Gajić        | 33           | 4            | 4            | 0            | 7             | 0             | 1             | 0             | 40       | 4      | 5           | 0          |
| A. Gerndt       | 18           | 5            | 3            | 0            | 2             | 0             | 0             | 0             | 20       | 5      | 3           | 0          |
| F. Hadergjonaj  | 26           | 0            | 3            | 0            | 8             | 0             | 2             | 0             | 34       | 0      | 5           | 0          |
| G. Hoarau       | 28           | 17           | 6            | 0            | 8             | 6             | 0             | 0             | 36       | 23     | 6           | 0          |
| S. Joss         | 0            | 0            | 0            | 0            | 0             | 0             | 0             | 0             | 0        | 0      | 0           | 0          |
| Y. Kubo         | 27           | 5            | 1            | 0            | 10            | 2             | 0             | 0             | 37       | 7      | 1           | 0          |
| J. Lecjaks      | 33           | 0            | 5            | 0            | 11            | 1             | 3             | 0             | 44       | 1      | 8           | 0          |
| Y. Mvogo        | 35           | 0            | 3            | 0            | 11            | 0             | 0             | 0             | 46       | 0      | 3           | 0          |
| A. Nikçi        | 8            | 0            | 0            | 0            | 6             | 1             | 0             | 0             | 14       | 1      | 0           | 0          |
| R. Nuzzolo      | 35           | 6            | 3            | 1            | 12            | 3             | 0             | 0             | 47       | 9      | 3           | 1          |
| A. Rochat       | 22           | 1            | 4            | 0            | 10            | 0             | 1             | 0             | 32       | 1      | 5           | 0          |
| S. Sanogo       | 25           | 1            | 8            | 0            | 11            | 1             | 3             | 0             | 36       | 2      | 11          | 0          |
| T. Seferi       | 1            | 0            | 0            | 0            | 1             | 0             | 0             | 0             | 2        | 0      | 0           | 0          |
| R. Steffen      | 34           | 9            | 9            | 0            | 11            | 4             | 2             | 0             | 45       | 13     | 11          | 0          |
| S. Sutter       | 24           | 0            | 1            | 0            | 7             | 0             | 0             | 0             | 31       | 0      | 1           | 0          |
| M. Vilotić      | 20           | 4            | 4            | 0            | 6             | 0             | 2             | 0             | 26       | 4      | 6           | 0          |
| M. Vitkieviez   | 3            | 0            | 1            | 0            | 0             | 0             | 0             | 0             | 3        | 0      | 1           | 0          |
| M. Wölfli       | 1            | 0            | 0            | 0            | 1             | 0             | 0             | 0             | 2        | 0      | 0           | 0          |
| G. Wüthrich     | 9            | 1            | 0            | 0            | 4             | 0             | 2             | 0             | 13       | 1      | 2           | 0          |
| G. Zárate       | 21           | 2            | 0            | 0            | 4             | 0             | 0             | 0             | 25       | 2      | 0           | 0          |
| D. von Ballmoos | 0            | 0            | 0            | 0            | 0             | 0             | 0             | 0             | 0        | 0      | 0           | 0          |
| S. von Bergen   | 32           | 0            | 5            | 0            | 9             | 0             | 0             | 0             | 41       | 0      | 5           | 0          |